# رينالدو لياندرو مورا
رينالدو لياندرو مورا (بالإسبانية: Reinaldo Leandro Mora) هو سياسي فنزويلي، ولد في 23 مايو 1920 في فنزويلا، وتوفي في 4 نوفمبر 2013 في كاراكاس في فنزويلا. حزبياً، نشط في حزب العمل الديمقراطي.